# Mutual Benefit
Mutual Benefit ist ein Musikprojekt um den Songwriter Jordan Lee. Die Band besteht aus wechselnden Mitgliedern. Es existiert keine feste Besetzung. Die erste LP der Band Love's Crushing Diamond wurde hoch gelobt. Das Magazin Stereogum führte Mutual Benefit in der Kategorie „Band to Watch“, Pitchfork unter „best new music“. Musiker, die zu Mutual Benefit beigesteuert haben, sind Marc Merza, Jake Falby, Cory Siegler, Virginia de las Pozas, Julie Byrne, Cameron Potter, George Folickman, Dillon Zahner, Andrew Morehart, Katie Pierce, Bradley Will und Samuel Yager.

## Geschichte
Mutual Benefit wurde 2009 als Musikprojekt gegründet, während Jordan Lee in Austin, Texas lebte. Schließlich zog er nach Boston, um sich dort mit Musikern zu treffen, mit denen er spielen wollte. Die Mitglieder der Band um Lee herum fluktuieren. Die Besetzung während der Tour 2011 bestand aus Musikern, die gerade abkömmlich waren. Auf der Tour Ende 2011 begannen die Aufnahmen zum Album Love's Crushing Diamond, die schließlich in Texas abgeschlossen wurden. Das Album erschien auf Bandcamp am 7. Oktober 2013. Es war das erste Bandcamp-Album überhaupt, das als „Best New Music“ in Pitchfork empfohlen wurde. Eine längere Tour ist für Anfang 2014 geplant. Hier sind neben Jordan Lee und seiner Schwester Whitney Lee der Bassist Marc Merza, der Violinist Jake Falby, der Gitarrist Mike Clifford und der Percussionist und Gitarrist Dillon Zahner dabei. Die Tour führt durch Nordamerika und Europa. Das Album Love's Crushing Diamond wird im Januar 2014 als LP beim Label Other Music Recording erscheinen.

## Diskografie
Digitale Alben
- 2009: Figure in Black[9]
- 2010: Drifting EP[10]
- 2010: Spider Heaven[11]
- 2011: Mutual Spirits[12]
- 2011: I saw the sea[13]
- 2011: The Cowboy's Prayer[14]
- 2013: Love's Crushing Diamond[5]